# Andréas Winding
Andréas Winding (* 2. Februar 1928 in Cagnes-sur-Mer; † 18. August 1977 in Paris) war ein französischer Kameramann.

## Leben
Andréas Winding wurde an der Filmhochschule ÉNPC als Kameramann ausgebildet. Als Assistent u. a. von Claude Renoir arbeitete er im französischen Unterhaltungskino der 1950er Jahre. Als Chefkameramann fotografierte Winding ab 1962 sowohl Dokumentarfilme, künstlerisch anspruchsvolle Werke als auch routinierte Unterhaltungsfilme. Eine Nominierung für den César für die beste Kamera erhielt er 1978 für Der Ankläger.

## Filmografie (Auswahl)
- 1963: Die Verführerin (Une ravissante idiote)
- 1964: Jagd auf Männer (La chasse à l’homme)
- 1965: Tatis herrliche Zeiten (Playtime, Play Time. Tempo di divertimento)
- 1966: Für eine Handvoll Diamanten (Safari Diamants)
- 1967: Die 25. Stunde (La 25ième heure)
- 1967: Die Zeit der Kirschen ist vorbei (Le Grand dadais)
- 1968: Mauern aus Ton (Rempart d‘argile)
- 1968: Seine Gefangene (La Prisonnière)
- 1969: Katmandu (Les Chemins de Katmandou)
- 1970: Der aus dem Regen kam (Le Passager de la pluie)
- 1971: Das Haus unter den Bäumen (La Maison sous les arbres)
- 1972: Der Mann aus Marseille (La Scoumoune)
- 1972: Die Geliebte meines Vaters (Le Rempart des béguines)
- 1972: Don Juan 73 (Don Juan ou Don Juan était une femme)
- 1972: Paulina 1880
- 1973: Sommerliebelei (Un amour de pluie)
- 1973: Die Umstandshose (L’Événement le plus important depuis l’homme a marché sur la lune)
- 1974: Trio Infernal
- 1975: Quartett Bestial
- 1975: Sondertribunal – Jeder kämpft für sich allein (Section spéciale)
- 1976: Violette und François (Violette et François)
- 1976: Nea – Ein Mädchen entdeckt die Liebe (Néa)
- 1977: Der Ankläger (L’Imprécateur)